# Metro de Buenos Aires
El metro de Buenos Aires, conegut com el Subte de Buenos Aires, és un sistema de transport públic que presta servei a la ciutat de Buenos Aires, a l'Argentina. Inaugurat el 1913, va ésser el primer metro construït a l'Hemisferi Sud. Va gaudir d'un període d'expansió a les primeres dècades del segle xx, però el seu creixement es va veure dràsticament reduït per la Segona Guerra Mundial, i no va ser fins a la dècada dels ’90 del segle XX que se'n van planejar noves línies.

## Història

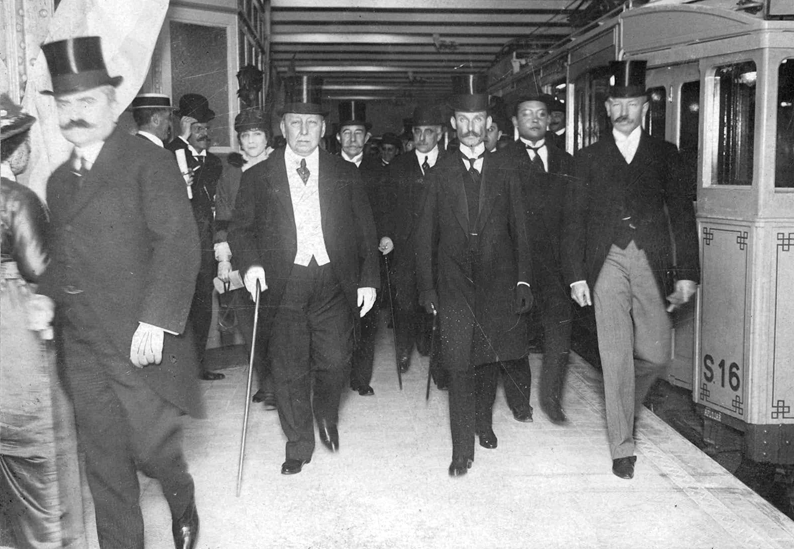
El president Victorino de la Plaza inaugurant la Línia A.

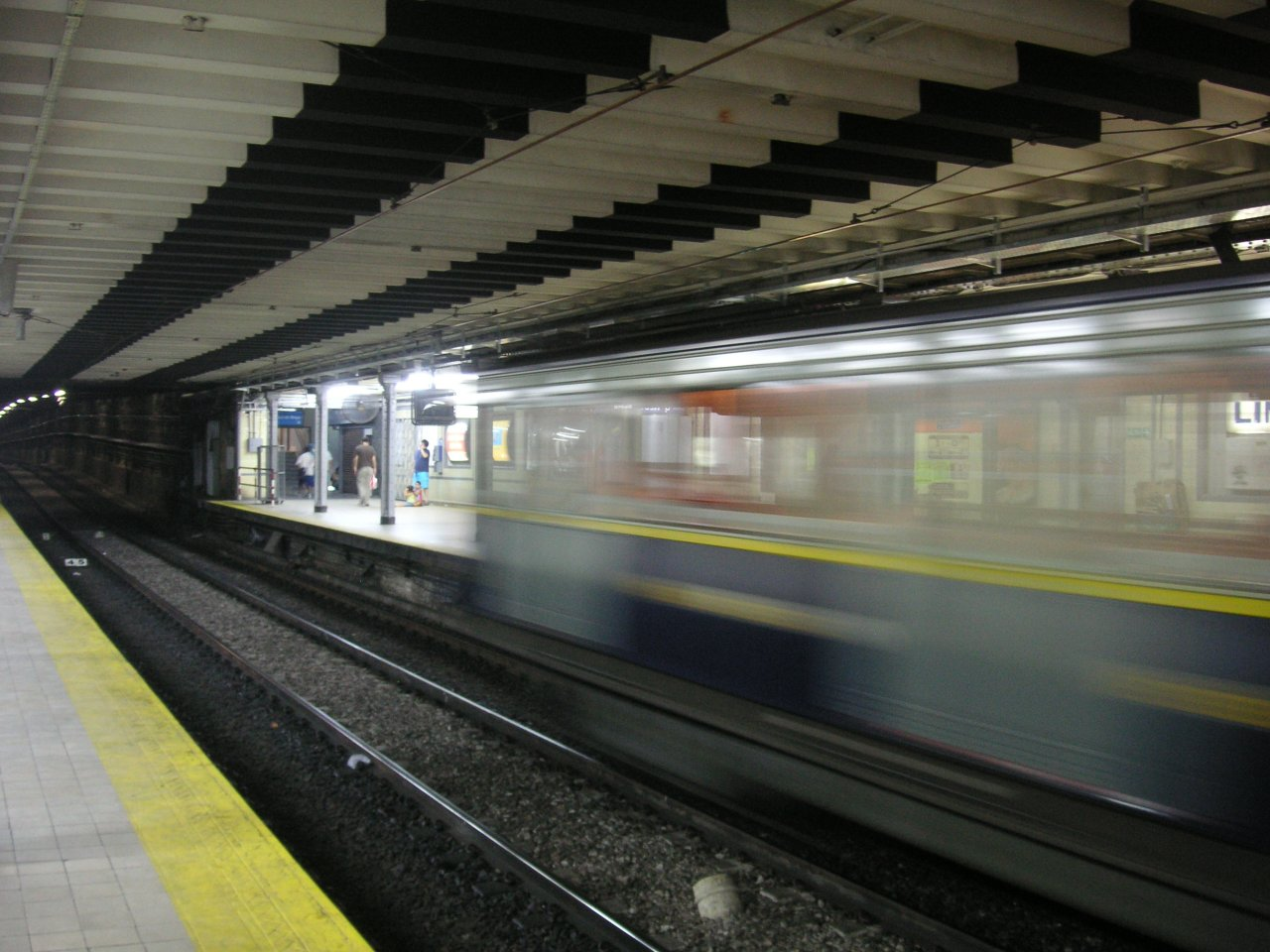
La línia A data de 1913

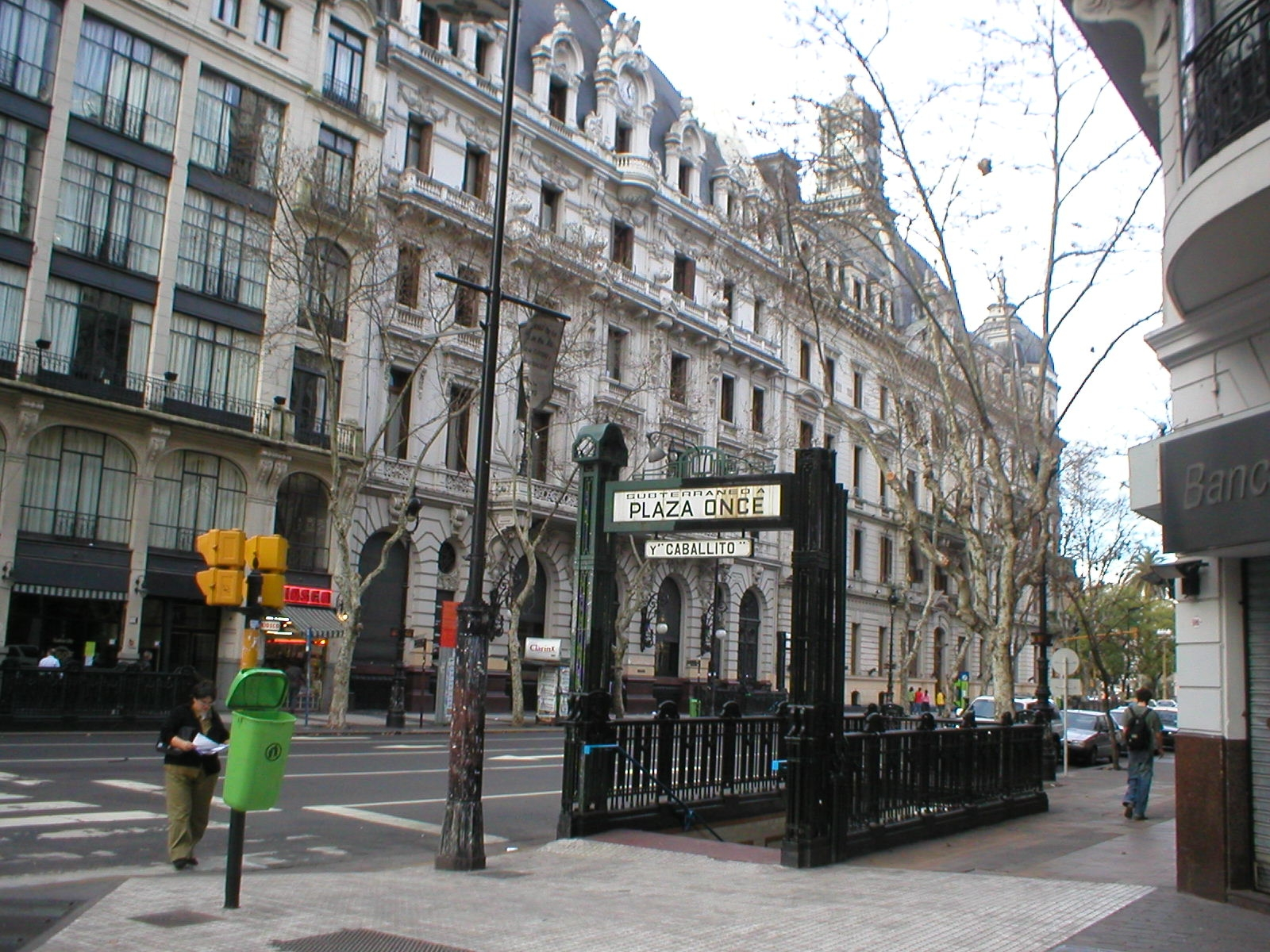
Entrada a la Línia A en Avenida de Mayo

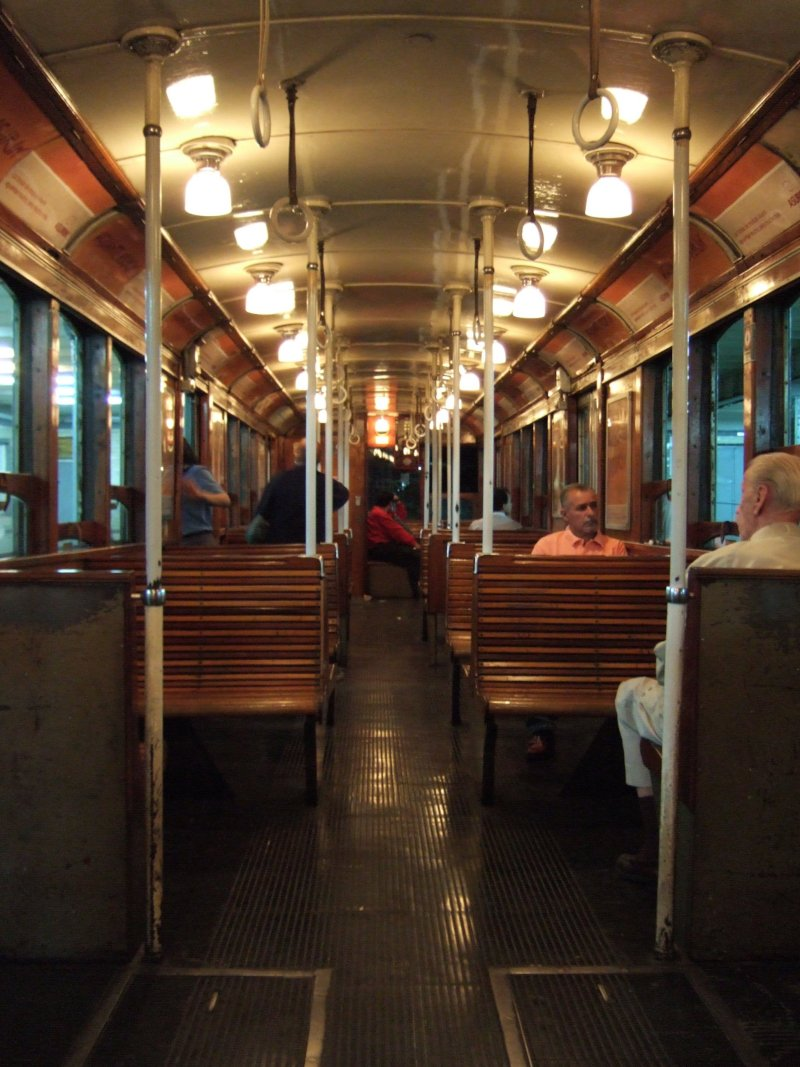
Interior d'un cotxe de la línia A del Subte de Buenos Aires

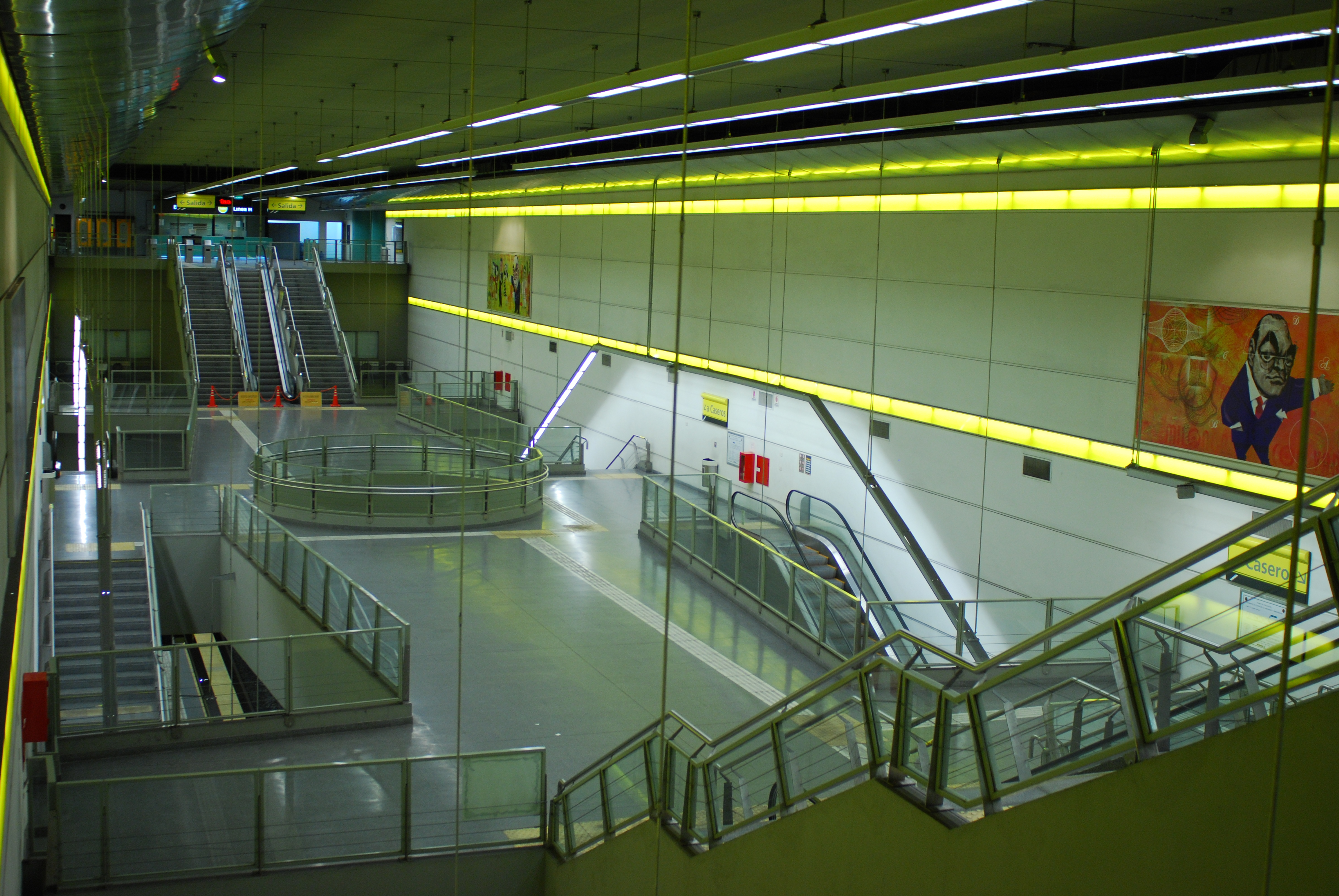
Humberto Primo, l'estació més gran de la red

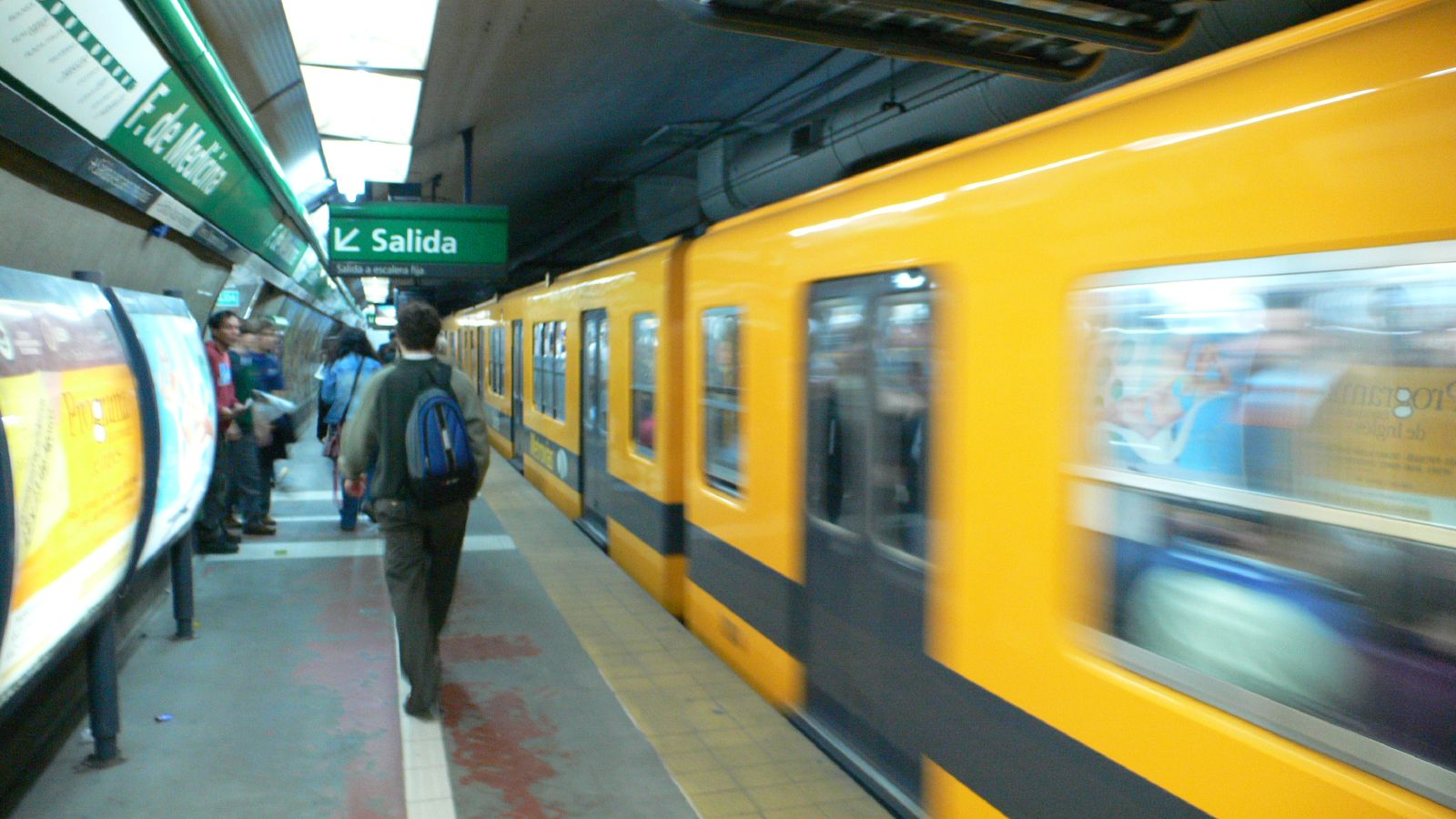
Una formació deixa l'estació Facultad de Medicina

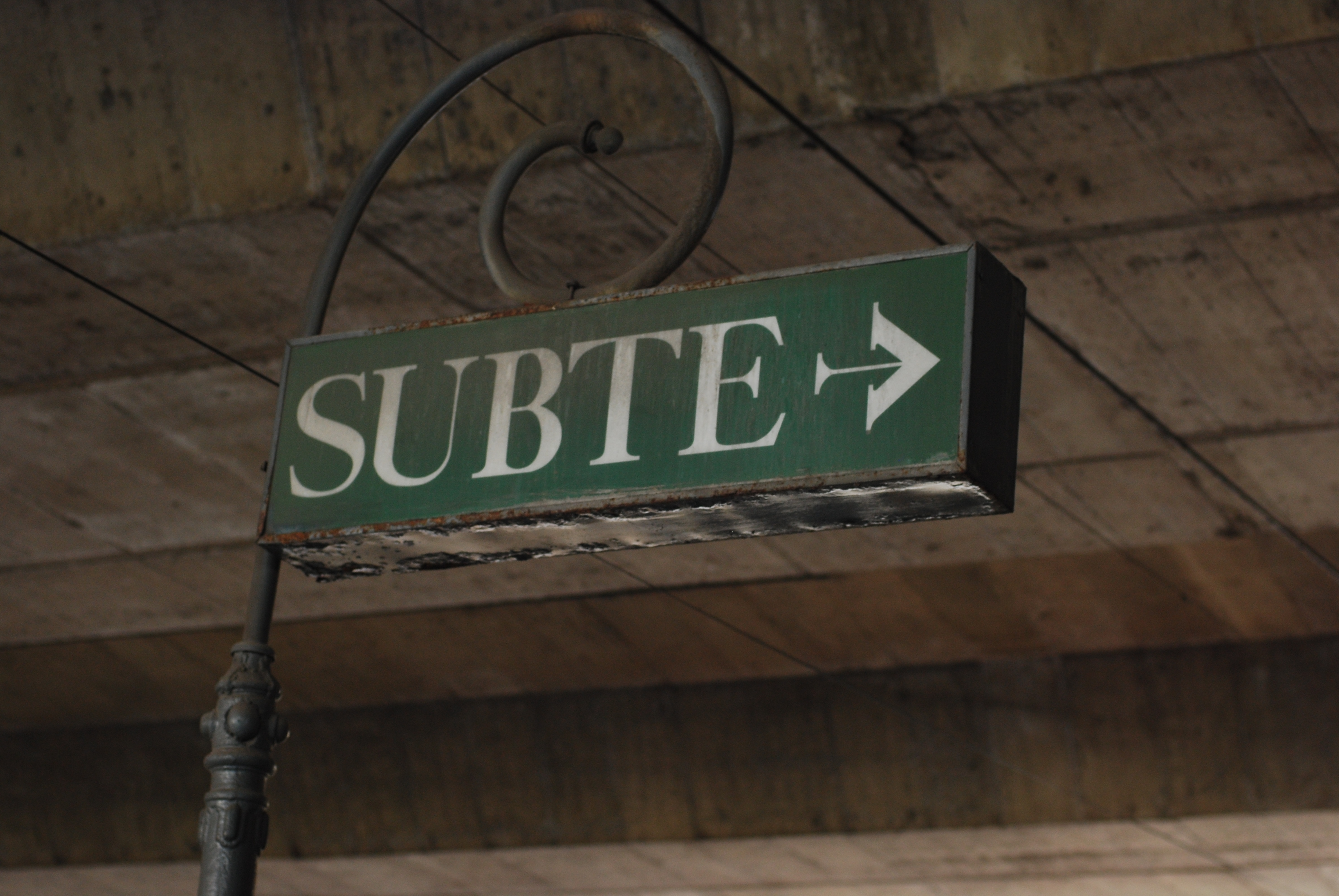
Cartell en estació Varela de la línia E

### Antecedents
La necessitat de construir un sistema de transport subterrani a Buenos Aires va sorgir cap a finals del segle xix, influït pel tramvia, operatius des del 1870 però situats en crisi el 1900 per la monopolització de les empreses operatives.
En aquell context sorgiren les primeres propostes, el 1886 es va proposar un “tramvia soterrat”, i més propostes, quasi totes proposaven la construcció d'una línia des de L'Estació Central fins a les places principals de la ciutat.
Quan el 1894, l'edifici del Congrés es va desplaçar pel lloc actual, es va mirar d'escorçar el trajecte entre la “Casa Rosada” i el mateix Congrés, ressorgint així la idea del Ferrocarril Metropolità soterrat.
Però tots el projectes quedaren en res, al no obtenir capital per a la construcció, segons Miguel Cané, per : "la tibieza de los ingleses para dar los fondos necesarios a la obra"

### Creixement de la xarxa
La primera línia del metro fou inaugurada l'1 de desembre de 1913 i fou construïda per la Compañía de Tranvías Anglo Argentina, que havia rebut la concessió el 1909. Aquell tram ara forma part de la línia A, que unia les estacions de Plaza de Mayo i Plaza Miserere. L'1 d'abril de 1914 es va ampliar fins a l'estació de Río de Janeiro i l'1 de juliol fins Primera Junta.
El 1912 la companyia Lacroze Hermanos va adquirir una altra concessió per a construir una altra línia de metro. És l'actual línia B, què va ser inaugurada el 17 d'octubre de 1930. El 1933, la Compañía Hispano–Argentina de Obras Públicas y Finanzas (CHADOPYF) començà la construcció de les altres línies actuals.
Al febrer de 1939 començà a funcionar la Corporación de Transportes de la Ciudad de Buenos Aires, alhora formada per capital privat i públic. La ja esmentada corporació tenia la funció de consolidar el mitja de transport subterrani, així com els tramvies, ferrocarrils, col·lectius i omnibusos. Endeutada el 1948, l'empresa entrà en liquidació. Substituïda el 1952 per la Administración General de Transportes de Buenos Aires, aquesta vegada estava regulat pel Ministeri de Transports.
Dita empresa es va anar desprenent dels altres transports tenint només el subte.
Liquidada el 1963, l'Estat la reemplaçà per una altra empresa pública, aquest cop anomenada “Subterráneos de Buenos Aires”, què el 1977 adquirí tota autonomia al convertir-se en una societat de l'estat, més tard (1979) transferit a la municipalitat de la ciutat.
Expansió de la xarxa al pas del temps

La xarxa el 1955.
La xarxa el 1987
La xarxa entre 2003 i 2007,
La xarxa el 2008, amb el primer tram de la línia H construït.

## La Xarxa

### Línies
La xarxa està formada per sis línies anomenades per lletres de la A a la E i la H- identificades amb colors, què tot això conforma uns 52,3 kilòmetres de vies. Tota la xarxa és subterrània.
Als anys 70, l'operadora “Subterráneos de Buenos Aires” va assignar els colors a les línies, essent els següents:
- A- Celeste
- B- Verd
- C- Blau
- D- Vermell
- E- Violeta
- H- Groc

Addicionalment, estan en projecte tres noves línies.
Si es complissin tots els projectes la xarxa comptaria amb 75 km de vies i 127 estacions.

#### Les Línies
| Línia   | Color   | Inauguració | Recorregut inicial                        | Recorregut actual                      | Longitud en km | Estacions | Viatgers al dia |
| ------- | ------- | ----------- | ----------------------------------------- | -------------------------------------- | -------------- | --------- | --------------- |
| Línia A | Celeste | 1913        | Plaza de Mayo-Plaza Miserere \|Plaza Once | Plaza de Mayo - San Pedrito            | 9,2            | 18        | 190.000         |
| Línia B | Vermell | 1930        | Callao -Federico Lacroze                  | Leandro N. Alem - Juan Manuel de Rosas | 11,8           | 17        | 345.000         |
| Línia C | Blau    | 1934        | Carlos Pellegrini                         | Retiro - Constitución                  | 4,4            | 9         | 278.000         |
| Línia D | Verd    | 1937        | Florida -Tribunales                       | Catedral - Congreso de Tucumán         | 10,2           | 16        | 385.000         |
| Línia E | Violeta | 1944        | Constitución -General Urquiza             | Bolívar - Plaza de los Virreyes        | 9,6            | 15        | 104.000         |
| Línia H | Groc    | 2007        | Once -Caseros                             | Corrientes - Hospitales                | 5,5            | 8         | 23.000          |

#### Estadístiques

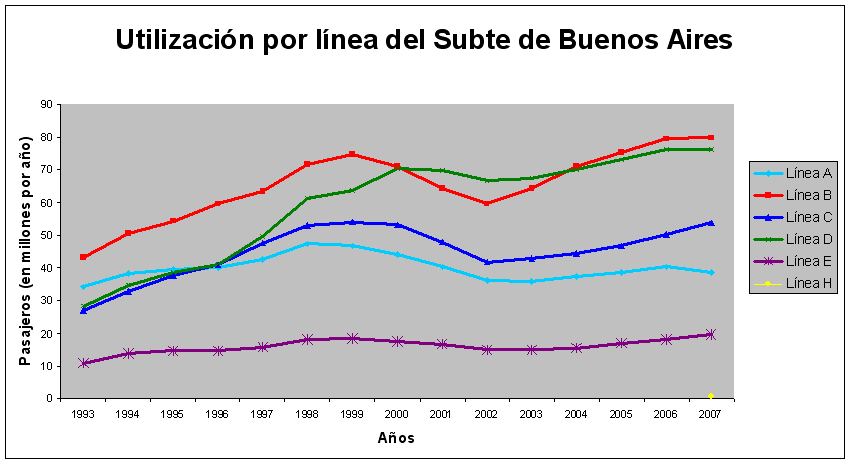
Utilització de cada línia del metro de Buenos Aires

El gràfic indica l'evolució dels usuaris del subte per any, entre 1993 i 2007.
El 1949, a conseqüència de l'escassesa del transport automotor, es va obtenir el major nombre de passatgers en un any: 410.633.275!

### Premetro
El Premetro és una línia tramviària de 7.4 km de longitud amb dos ramals, i fou inaugurada el 27 d'agost de 1987. Està administrada com a part de la xarxa.

## Extensions

Xarxa amb les línies A, B, H i E completes

Línies previstes amb el Pla d'Extensions

### Noves línies projectades
,  i , 
| Línia F                          | Desconegut | Desconegut | Constitución-Plaza Italia*     | 8,6* | 13* |
| Línia G                          | Desconegut | Desconegut | Retiro-Cid Campeador*          | 7,3* | 11* |
| Línia I                          | Desconegut | Desconegut | Plaza Italia-Parque Chacabuco* | 6,6* | 9*  |
| * Segons Annex I de la llei 670. |            |            |                                |      |     |

## Combois

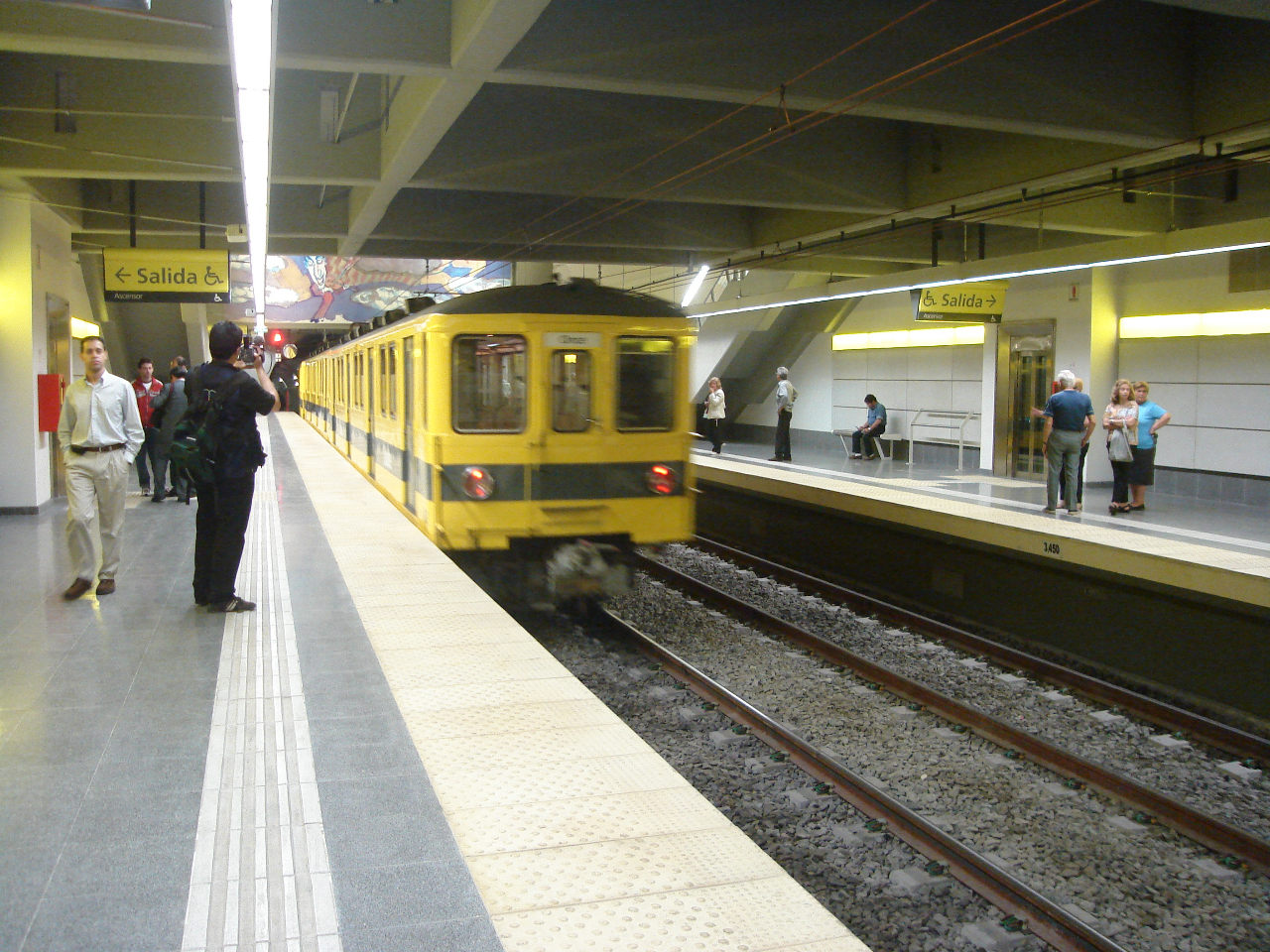
Estació de Caseros

- Als anys 80 van ser incorporades formacions Materfer d'origen argentí. Aquests s'incorporaren a la línia D, a la E i més tard (’90) a la D novament.

Actualment circulen a la línia A (1) i la D (la resta).
- El 1995, per a renovar l'antiga flota, es compraren 128 combois japonesos de Nagoya, uns Mitsubishi, per a la línia B.
- Com s'ha dit abans, a la línia D estan en servei el Materfet de Fiat, juntament amb els Alstom dels ’90. A mesura que entrin més formacions Alstom, el Materfer s'enviaran a la línia A per a substituir els “le Brugeoise” de 1913.

## Tarifes
A gener del 2012 el preu del bitllet senzill de metro és de 2,50 pesos argentins (uns 0,36 euros).